# باشگاه فوتبال خمارا کیلا
باشگاه فوتبال خمارا کیلا یک باشگاه فوتبال کامبوجی مستقر در پنوم پن، کامبوج بود.